# Rosa 'Iceberg'
 'Iceberg' es un cultivar de rosa floribunda que fue conseguido en Alemania en 1958. También se conoce por el nombre  'Korbin ' (el nombre de la obtención registrada),  'Fée des Neiges ' y  'Schneewittchen '. Es una de las rosas más conocidas del mundo.

## Descripción
'Iceberg' es una rosa moderna cultivar del grupo floribunda.
El cultivar está disponible comercialmente en dos formas principales. Estas son como un arbusto alto y una rosa estándar producida por injerto. También están disponibles en formas colgantes y trepadoras. Las formas arbustivas del cultivar tienen un porte erguido y tienen de 75 a 150 cm de alto por 60 cm de ancho. Las hojas son de color verde claro y brillante. Las flores son de unos 5 cm de diámetro y tienen entre 25 a 35 pétalos. Los capullos son largos y puntiagudos. Las fragantes flores suelen aparecer durante todo el año. Bajo la presidencia de John F. Kennedy, fue una de las elegidas para formar parte del renovado Jardín de rosas de la Casa Blanca.

## Origen
El cultivar fue desarrollado en Alemania por el prolífico rosalista alemán Reimer Kordes en 1958. Él y su padre Wilhelm fueron los que inicialmente se habían especializado en el desarrollo de rosas arbustivas que eran adecuadas para jardines pequeños. Las variedades ascendentes parentales de  'Iceberg ' fueron  'Robin Hood ', un rosa almizclada roja híbrida, desarrollada en Inglaterra por Joseph Pemberton en 1927, y  'Virgo ', una rosa blanca híbrido de té conseguida en Francia por Charles Mallerin en 1927.
El obtentor fue registrado bajo el nombre cultivar de  'KORbin ' por Kordes en 1958 y se le dio el nombre comercial de  'Schneewittchen. El cultivar se conoce como  'Fée des Neiges ' en francés y  'Iceberg ' en inglés.

## Galardones y reconocimientos

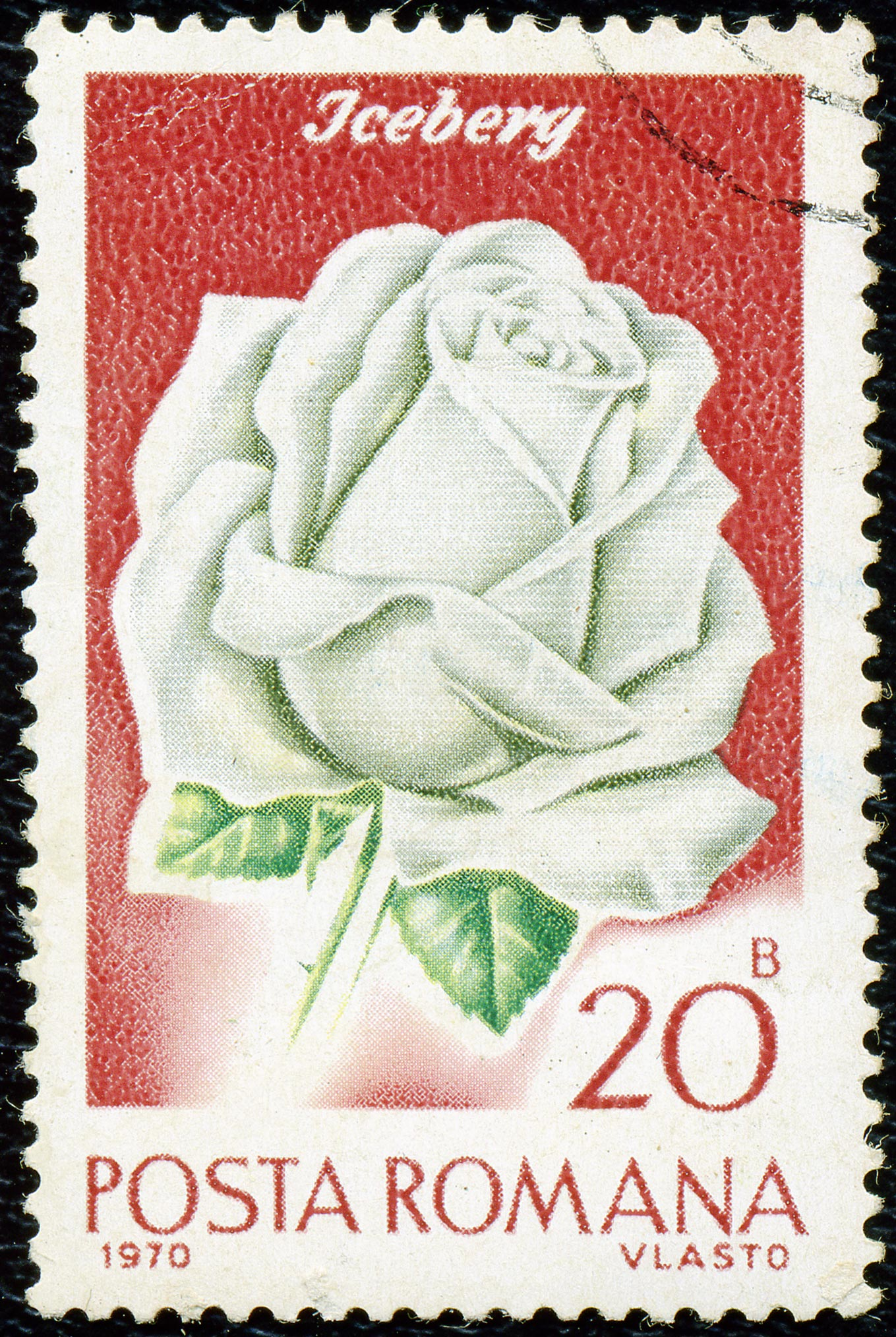
'Iceberg ' en un sello de Rumanía del año 1970.

En 1958  'Iceberg ' fue gardonada con una medalla de oro de la "Royal National Rose Society". El cultivar fue seleccionado como "World Favourite Rose" de 1983 por la "World Federation of Rose Societies" y aparece en su "Rose Hall of Fame".
Sellos que representa el cultivar se emitieron en Rumanía en 1970 y Nueva Zelanda en 1975.

## Cultivares relacionados
Han sido desarrollados una serie de desportes de  'Iceberg ': 
- 'Blushing Pink Iceberg ' - Un cultivar obtenido del jardín de "Lilia Weatherly" en Tasmania en 1994 con flores blancas coloreadas con color rosa pálido.
- 'Brilliant Pink Iceberg ' - una forma de color rosa oscuro del mismo jardín en Tasmania
- 'Burgundy Iceberg ' - un desporte de 'Brilliant Pink Iceberg' con prolíficas flores color vino.
- 'Climbing Iceberg'- una forma trepadora desarrollada por Cants of Colchester en Inglaterra en 1968.[4][5][11]

Debido a sus cualidades positivas,  'Iceberg' es un importante parental de las Rosas Inglesas conseguidas por David Austin y otros: 1983 –  'Graham Thomas ' y  'Perdita '; 1984 –  'Belle Story ',  'Dove ' y  'Heritage '; 1985 –  'Emanuel '; 1986 –  'Claire Rose ',  'English Garden ' y  'Swan '.

## Cultivo
Aunque las plantas están generalmente libres de enfermedades, es posible que sufran de punto negro en climas más húmedos o en situaciones donde la circulación de aire es limitada. Las plantas toleran la sombra, a pesar de que sedesarrollan mejor a pleno sol. En América del Norte son capaces de ser cultivadas en USDA Hardiness Zones 4b y más alta. En Australia, las plantas se adaptan a todos los climas, excepto a las zonas tropicales del norte. La resistencia y la popularidad de la variedad han visto generalizado su uso en cultivos en todo el mundo, en ocasiones, conduce a afirmar que es "exagerado" como planta de jardín.
Las flores son adecuadas para su uso como flor cortada. Tanto la forma de arbustos y estándar injertado pueden ser cultivadas en contenedores grandes.

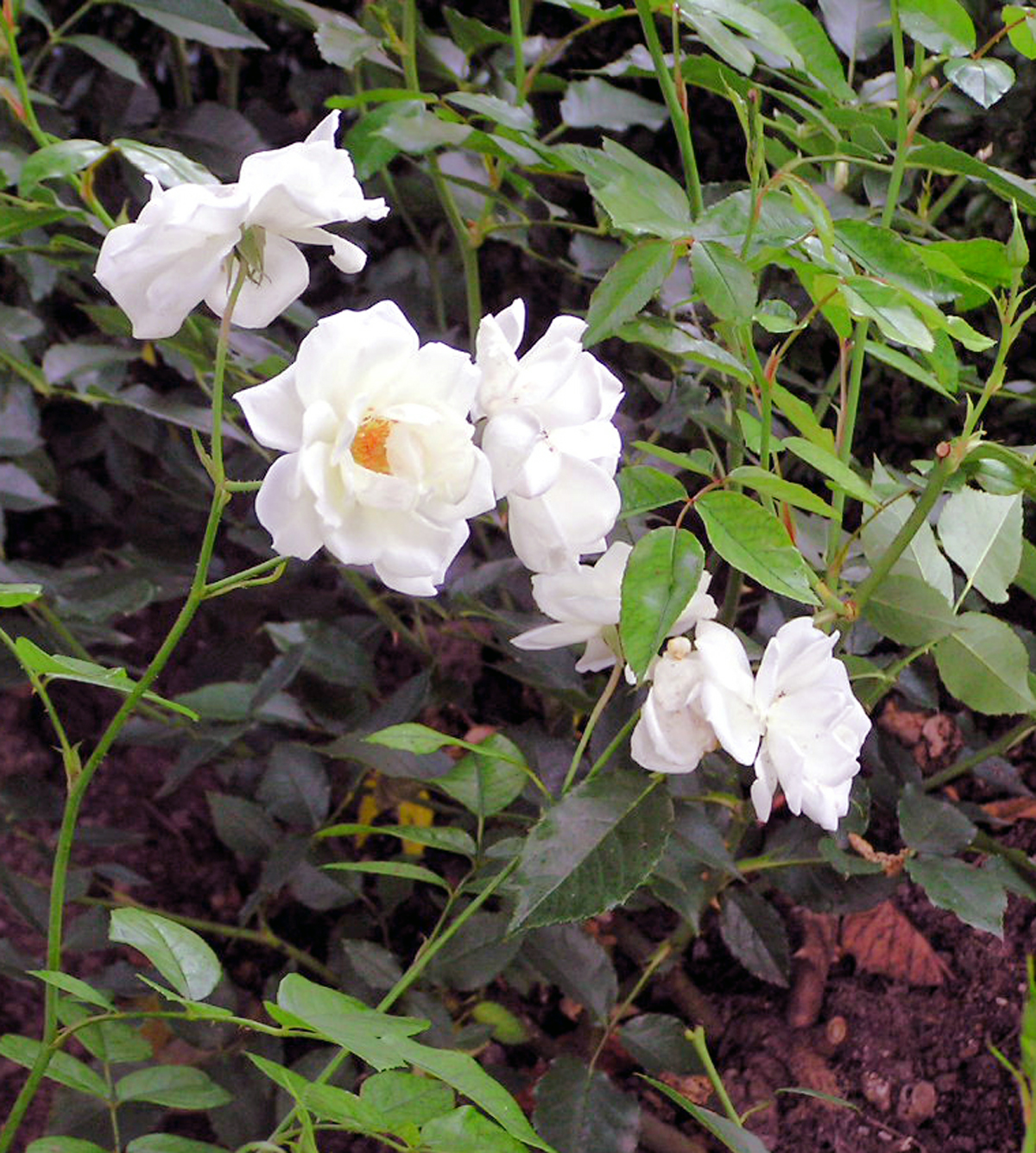
Rosa  'Schneewittchen '
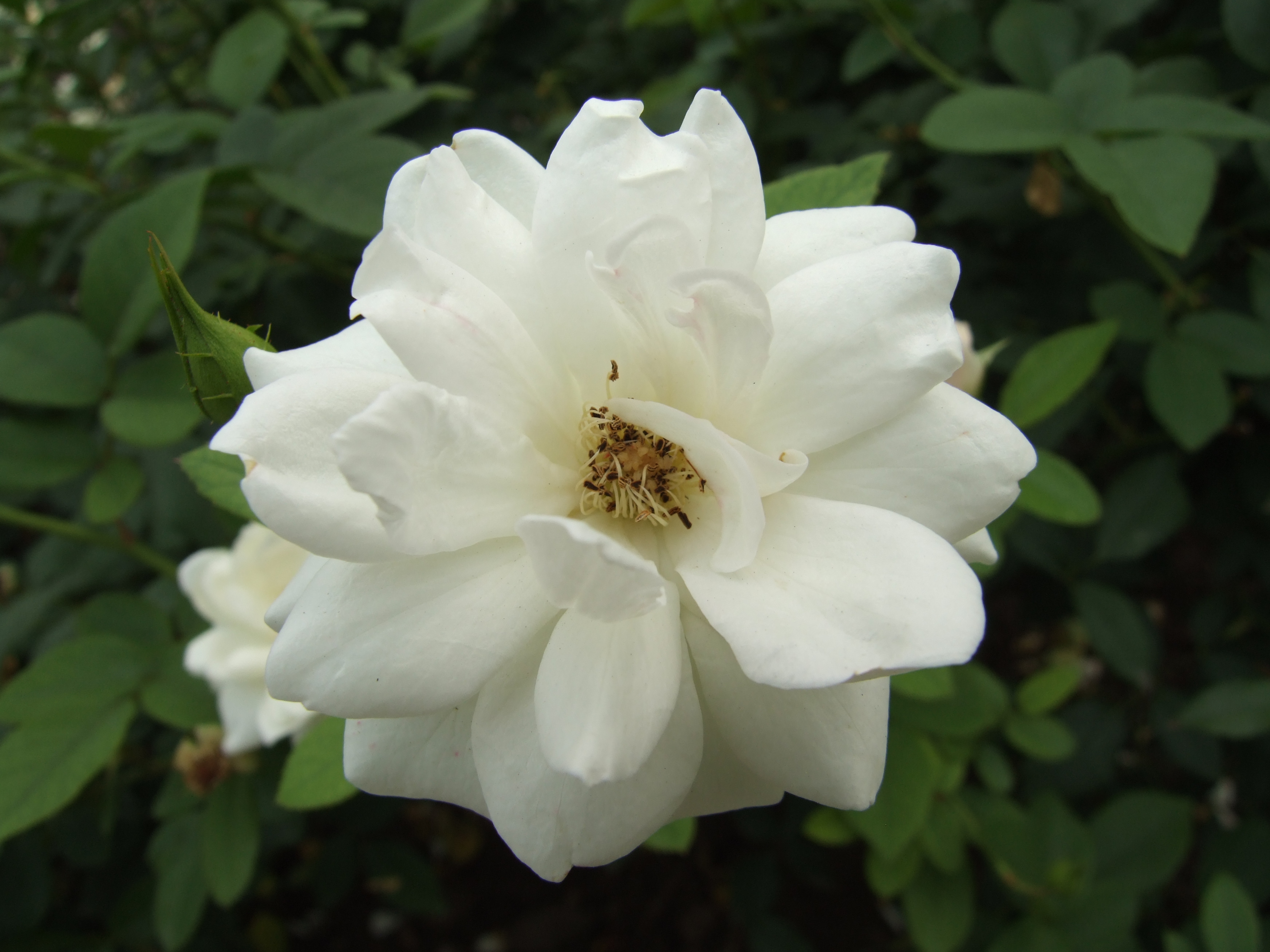
Rosa  'Schneewittchen '
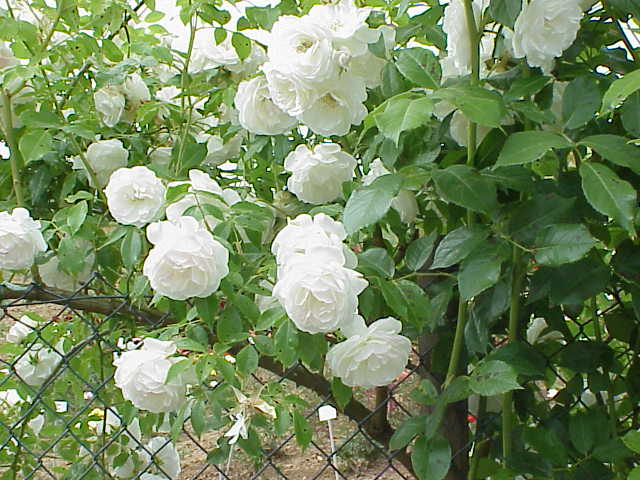
Rosa  'Climbing Schneewittchen '
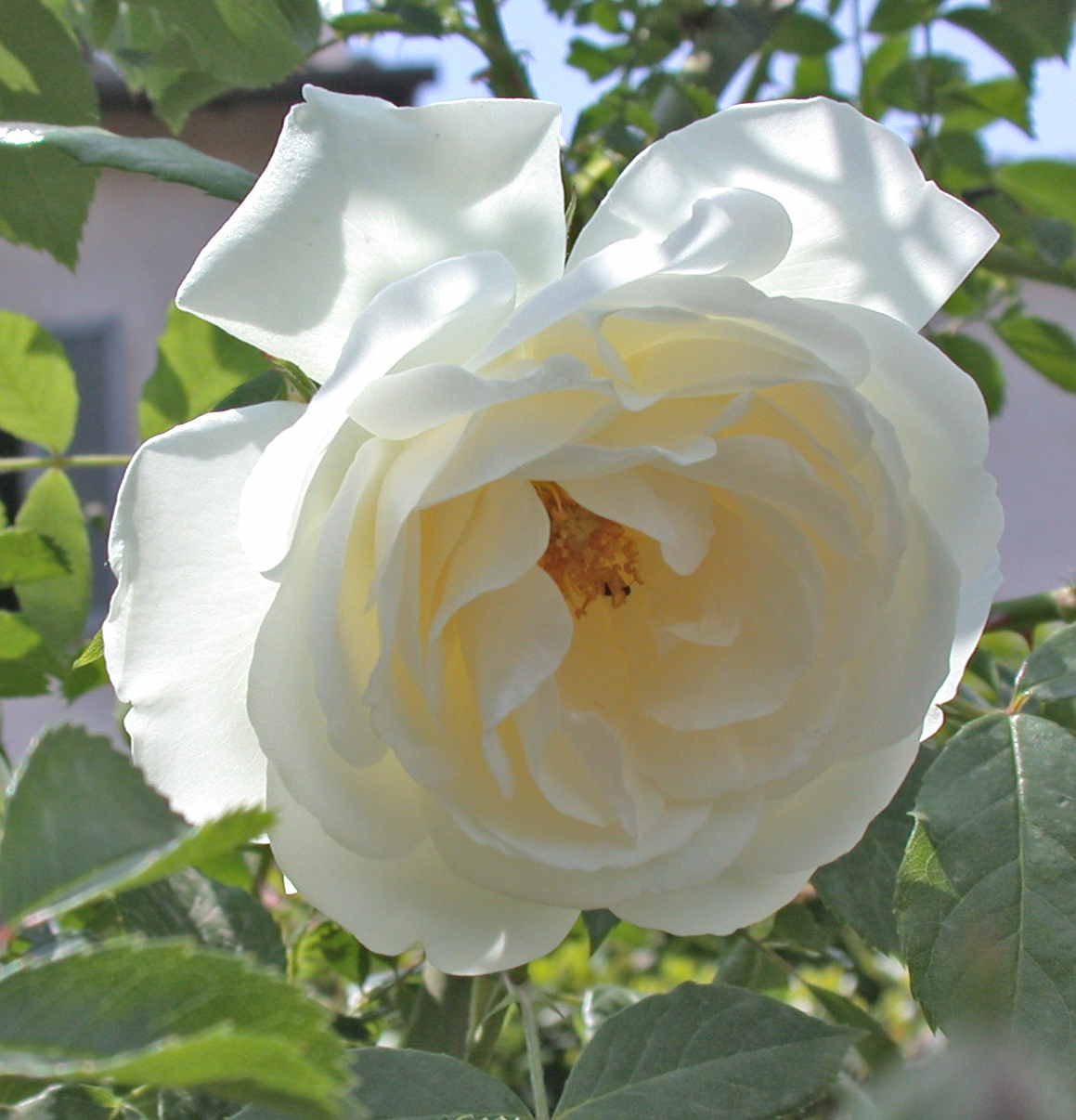
Rosa  'Climbing Schneewittchen '
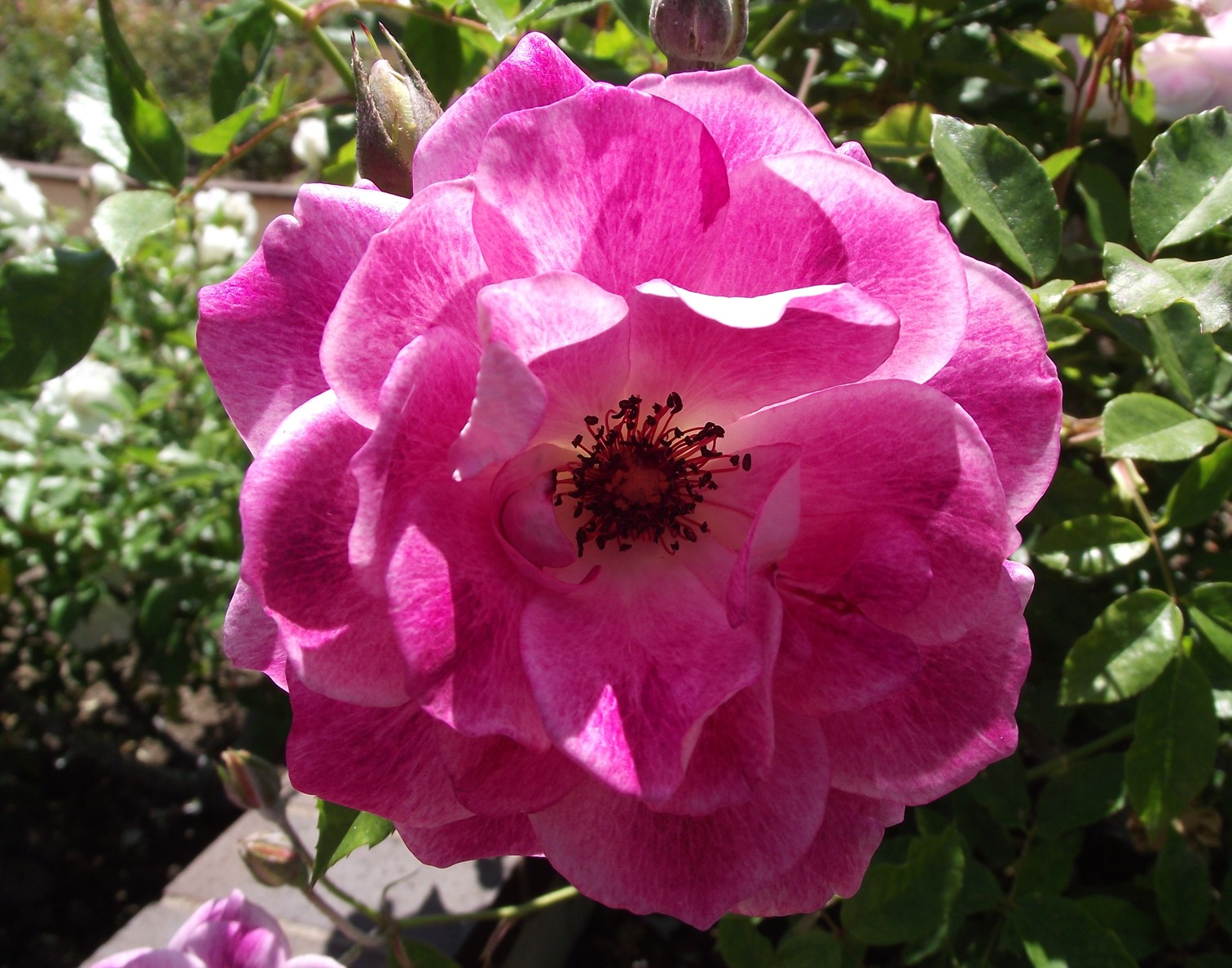
Rosa  'Brilliant Pink Iceberg '